# Yves Spink (Album)
Yves Spink ist das vierte Musikalbum des Schweizer Rappers Bligg. Es erschien am 11. Mai 2007 über das Label Muve.

## Hintergrund
Im April 2006 erschien Bliggs drittes Soloalbum Mit Liib & Seel über Musikvertrieb, kurz Muve. Auf diesem trug der Musiker seine Texte nicht nur als Rap vor, sondern nutzt stellenweise auch erstmals Gesang. Nach der Veröffentlichung von Mit Liib & Seel, richtete sich Bligg ein eigenes Studio für seine Aufnahmen ein und absolvierte eine Tournee, um anschliessend mit den Arbeiten an Yves Spink zu beginnen.
Aus Sicht Bligg stelle Yves Spink kein «klassisches Hip-Hop Album» dar, sodass etwa das Artwork dem Stil der 1950er Jahre, der Zeit von Frank Sinatra, angepasst werden sollte. Bei der Suche nach einem Album-Titel wurde ein entsprechendes «Pendant» zu Sinatra aus der heutigen Zeit gesucht, sodass schliesslich der Zürcher Club-Besitzer Yves Spink als Namensgeber für das Album ausgewählt wurde.

«Es sollte […] jemand aus dem Raum Zürich sein, aus der Region, in der ich wohne, und Szeneguy Yves Spink ist dazu die passende Persönlichkeit, die diesen Lebensstil verkörpert. Er ist einerseits sehr crazy, andererseits eine sehr charmante Person, ein Lebemann, pflegt einen exzessiven Lebensstil, eben genauso, wie die Lebemänner zu Frank Sinatras Zeiten – das perfekte Pendant und so die passende Persönlichkeit für meinen Albumtitel.»

## Titelliste

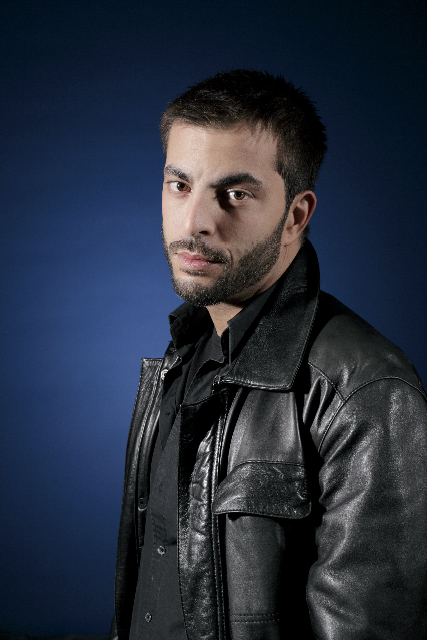
Rapper Bligg im Jahr 2008

| #  | Titel                                          | Länge |
| -- | ---------------------------------------------- | ----- |
| 1  | Susanne                                        | 3:56  |
| 2  | Mini Story                                     | 4:33  |
| 3  | Ghetto (feat. Lesley)                          | 4:29  |
| 4  | Börn Baby                                      | 3:03  |
| 5  | Lieblings Song                                 | 3:43  |
| 6  | Grüezi Frau Müller                             | 2:32  |
| 7  | S'bescht isch nöd guet gnueg                   | 3:28  |
| 8  | D'Wält ghört dir                               | 4:09  |
| 9  | Sit ich nümme kiff (Freestyle) (feat. Ritschi) | 1:20  |
| 10 | Nummer 1                                       | 3:16  |
| 11 | Volksmusigg                                    | 3:26  |
| 12 | Lösch s'Liecht                                 | 5:17  |
| 13 | Susanne Wille (Rmx)                            | 3:37  |
| 14 | Maria Magdalena (Bonus)                        | 3:06  |
| 15 | When Doves Cry (Bonus)                         | 3:19  |

## Produktion
Die Hauptproduzenten des Albums sind Bligg und Cutmando, welcher auch den Rapper auf Tourneen als DJ begleitet. Bligg steuerte die Beats zu Börn Baby und Lieblings Song sowie, in Zusammenarbeit mit Sam B, zu Grüezi Frau Müller und gemeinsam mit Cutmando zu D’Wält ghört dir und Susanne Wille RMX bei. Cutmando produzierte des Weiteren die Titel S’bescht isch nöd guet gnueg und, zusammen mit Sam B, Mini Story. Susanne wurde von Strike Beatz, Ghetto von Sancho und Nummer 1 von Dimos produziert. Der deutsche Hip-Hop-Musiker Shuko war durch die Produktion des Stücks Volksmusigg an der Entstehung des Albums beteiligt. Ausserdem steuerte Zwicker den Beat zu Lösch s'Liecht und serGIO fertitta zu dem Bonus-Titel Maria Magdalena bei.

## Illustration
Die Erstellung des Covers erfolgte unter der Leitung des Artdirectors Alon Renner, der auch für Bliggs Management zuständig ist. Mara Truog fotografierte den Rapper für das Booklet. Das Grafik-Design wurde durch Michi Lüthi von gemdesign erstellt.

## Konzerte
Am 26. Oktober 2007 startete die «Yves Spink Tour» in Zürich. Die 15 Städte umfassende Tournee endete am 5. April 2008 mit einem Konzert in Jona. Zuvor hatte Bligg bereits im Juni 2007 einen Auftritt im Rahmen des Festivals Openair Zürich. Neben seinem Konzert am 8. Juni, übernahm der Rapper auch die Moderation der über drei Tage gehenden Veranstaltung.

## Rezeption

### Charts
Yves Spink stieg auf Position 9 der Schweizer Album-Charts ein, womit Bligg erstmals eine Platzierung in den Top 10 erreichen konnte. Das Album fiel in den folgenden Wochen auf die Plätze 15; 26; 37 und 48. Mitte August war Yves Spink mit Position 99 das vorerst letzte Mal in der Schweizer Hitparade, bis der Tonträger am 27. Januar 2008 erneut Platz 66 erreichen konnte. Es folgten sechs weitere Wochen in den Schweizer Charts. Insgesamt belegte Bliggs viertes Album 19 Wochen lang Positionen in der Liste der 100 meistverkauften Alben der Woche.
Die Single Volksmusigg stieg am 16. Dezember 2007 auf Platz 14 ein. Am 27. Januar 2008 erreichte die Veröffentlichung mit Position 7 ihre höchste Platzierung. In den Schweizer Single-Charts war Volksmusigg insgesamt 24 Wochen vertreten.

### Kritik
Die Internetseite Music.ch wertete Yves Spink mit vier von möglichen sechs Punkten. Bligg folge nach Ansicht der Redaktion «den Weg», den er mit seinem Album Mit Liib & Seel begonnen hat. Dabei wird positiv hervorgehoben, dass der Musiker seine Fähigkeiten als Sänger verbessert hat. Ausserdem wird Bliggs Fähigkeit, Emotionen in seinen Liedern zu transportieren, gelobt.